# Kathy Baker
Kathy Baker (Midland, Texas, 8 de junio de 1950) es una actriz estadounidense.

## Carrera
Ha aparecido en numerosas películas y series de televisión, tales como Edward Scissorhands, Picket Fences, The Cider House Rules y Cold Mountain. En 2005 participó en un remake de All the King's Men.

## Filmografía destacada
- The Art of Racing in the Rain (2019)[1]
- Love (2018)
- Paterno (2018)
- The Ranch (2016 -)
- Colony (2016)
- El secreto de Adaline (2015)
- Boulevard (2014)
- Saving Mr. Banks (El sueño de Walt, 2014)
- Big Miracle (2012)
- The Jane Austen Book Club (2007)
- All the King's Men (2005)
- Spring Break Shark Attack (2005)
- 13 Going on 30 (2004)
- Cold Mountain (2003)
- Assassination tango (2002)
- Profesores en Boston (2001–2002)
- Ratz (2000)
- Las normas de la casa de la sidra (1999)
- Picket Fences (1992 –1996)
- Jennifer 8 (1992)
- Eduardo Manostijeras (1990)
- Jacknife (1989)
- Clean and Sober (1988)
- Street Smart (1987)
- Elegidos para la gloria (1983)